# Aptenopedes nigropicta
Aptenopedes nigropicta är en insektsart som beskrevs av Morgan Hebard 1936. Aptenopedes nigropicta ingår i släktet Aptenopedes och familjen gräshoppor. Inga underarter finns listade i Catalogue of Life.